# Clorofenol
Clorofenol pode significar:
- Um dos três compostos isômeros em que uma hidroxila e um cloro estão ligados a um anel benzênico (também chamados de monoclorofenol):[1]

2-Clorofenol
3-Clorofenol
4-Clorofenol

- Qualquer derivado do fenol, com um a cinco cloros ligados ao anel aromático. Além dos três compostos acima, há mais dezesseis compostos:[1]
  - Diclorofenol
  - Triclorofenol
  - Tetraclorofenol
  - Pentaclorofenol